# Trine Østergaard Jensen
Trine Østergaard Jensen (født 17. oktober 1991 i Galten) er en dansk håndboldspiller, der spiller for CSM București og Danmarks kvindehåndboldlandshold.

## Karriere

### Klubhold
Østergaard startede som helt ung med at spille i den lokale håndboldklub Galten FS. Hun skiftede efterfølgende til Team Ikasts ungdomshold. Hun fik debut hos Ikast-Brande EH i 2008. Med Ikast Brande EH (senere FC Midtjylland) vandt Østergaard adskillige titler og medaljer. 
Hun var blandt andet med til at vinde det danske mesterskab tilbage i 2015, sammen med klubben, efter finalesejre over Team Esbjerg. Hun skiftede i 2017 til ligarivalerne fra Odense Håndbold. Efter tre sæsoner i Odense skiftede hun til sin første udenlandske klub, tyske SG BBM Bietigheim i sommeren 2020. Her spillede Østergaard succesfuldt i tre sæsoner som førstevalg på fløjen, hvor hun også vandt det tyske mesterskab i 2022 og 2023 samt EHF European League 2021-22. I sommeren 2023 skiftede hun til den rumænske storklub CSM București.

### Landshold
Hun fik debut på A-landsholdet, den 22. april 2011, mod Rusland. Hun blev udtaget til bruttotruppen ved EM 2012 i Serbien, men var ikke blandt de 16 udvalgte. Hun blev dog udtaget året efter, ved VM 2013, hvor Danmark vandt VM-bronze. Hun var den dansker, der fik mest spilletid under slutrunden.
Hun var også med til at vinde bronzemedaljer med Danmark, ved VM i kvindehåndbold 2021 i Spanien.